# نوكيا E61i

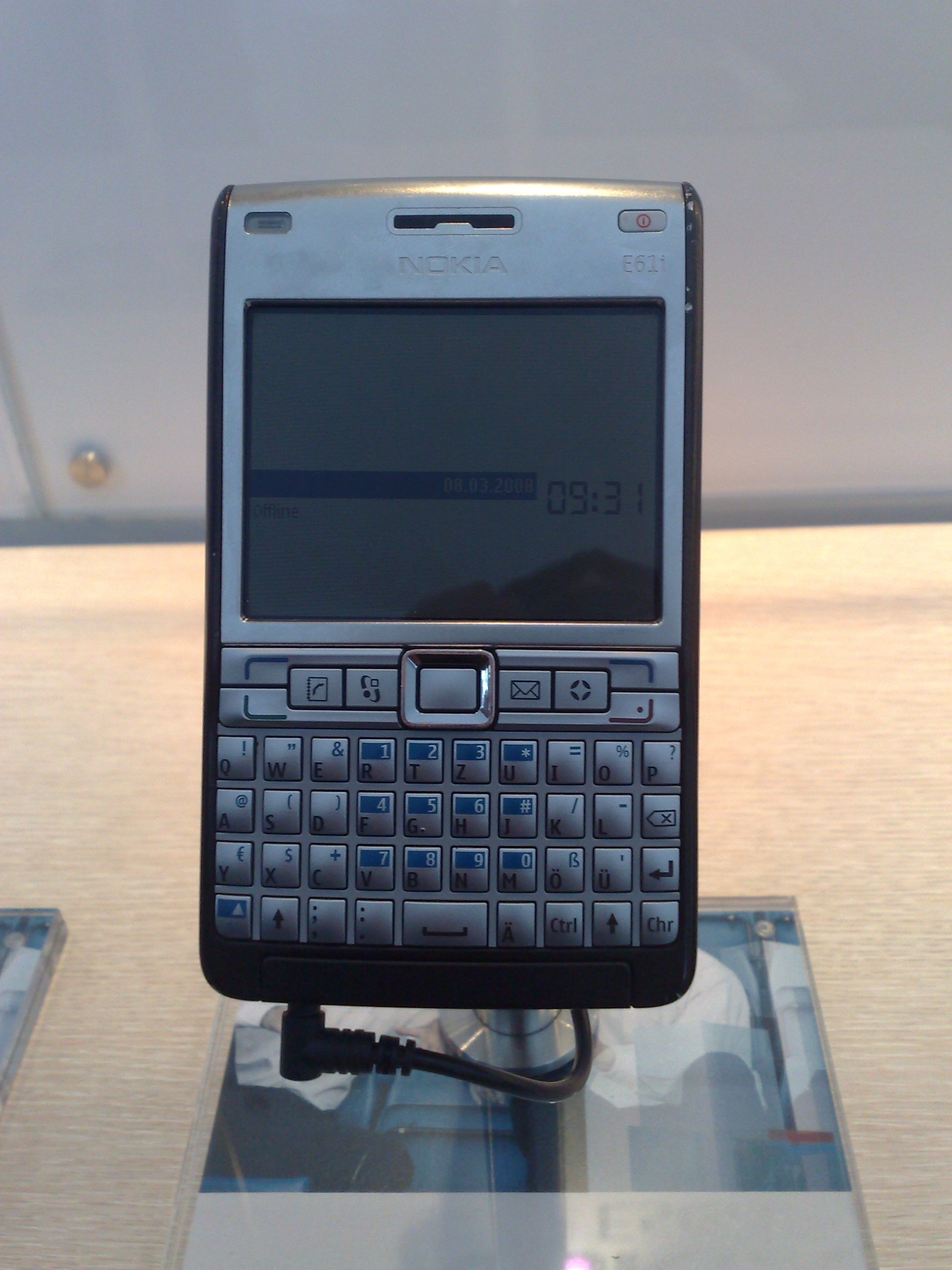

نوكيا إي 61 آي (نوكيا E61i), أحد الهواتف المتطورة من شركة «نوكيا» الفنلندية، يناسب فئة رجال الأعمال، مزود بشاشة كبيرة عريضة ولوحة مفاتيح كاملة، وتطبيقات مكتبية بجانب تصفح سهل للإنترنت وإدارة سهلة للبريد الإلكتروني.

## الشكل
- الطول: 117 ملل
- العرض: 70 ملل
- العمق: 13.9 ملل
- الوزن: 150 جم

## الكاميرا
- 2 ميجا بكسل

## نظام التشغيل
- Symbian OS 9.1

## نقل البيانات
- دعم 3G: نعم
- دعم GPRS: نعم
- دعم بلوتوث: نعم
- دعم Infrared: نعم
- دعم USB: نعم
- دعم الفلاش: نعم
- دعم الانترنت: نعم

## تاريخ الإصدار
- فبراير 2007

## التواجد في السوق
- متواجد بالسوق